# Brolniki
Brolniki (hist. Bronniki; biał. Брольнікі; ros. Брольники) – agromiasteczko na Białorusi, w obwodzie grodzieńskim, w rejonie nowogródzkim, w sielsowiecie Brolniki.
W dwudziestoleciu międzywojennym leżały w Polsce, województwie nowogródzkim, w powiecie nowogródzkim.